# Bernard de Sédirac
Bernard de Sédirac, ou Bernard d'Agen, ou Bernard de La Sauvetat, né entre 1040 et 1050 environ et mort le 25 avril 1125 ou le 3 avril 1128 à Tolède, est un ecclésiastique, d'abord moine clunisien, abbé du monastère de Sahagún (royaume de Léon), puis premier archevêque de Tolède après la reconquête de la ville par les chrétiens en 1085.

## Biographie
Il est né entre 1040 et 1050 en un lieu-dit la Sauvetat , en Aquitaine, dont l'identification est discutée. D'abord entré dans la carrière des armes, il embrassa la vie monastique à la suite d'une maladie. Il prononça ses vœux à Saint-Orens d'Auch, qui était alors un prieuré de l'Ordre de Cluny. Il fut appelé à Cluny même par l'abbé Hugues, puis devint brièvement le troisième prieur clunisien de Saint-Orens d'Auch.
Constance de Bourgogne (qui était par sa mère la nièce de l'abbé Hugues de Cluny) épousa fin 1079 ou début 1080 Alphonse VI, roi de Léon et de Castille. Les moines clunisiens exercèrent alors une forte influence dans ce royaume. Bernard de Sédirac fut nommé à la tête du monastère de Sahagún (ou de Saint-Facond) dans les premiers mois de l'année 1080. Il fit un premier voyage à Rome en 1083 et reçut la bénédiction abbatiale des mains du pape Grégoire VII vers le mois d'octobre. Un autre homme qui joua un rôle important dans son ascension fut Richard de Millau, cardinal et légat pontifical en Espagne à plusieurs reprises à partir de 1078.
Le 25 mai 1085, le roi Alphonse VI s'empara de la ville de Tolède après deux ans de siège, épisode essentiel de la Reconquista. Bernard fut élu évêque de la ville reconquise le 18 décembre 1086 ; du même jour est datée une charte de dotation de la nouvelle Église de Tolède octroyée par le roi Alphonse VI, avec la dédicace de l'ancienne grande mosquée de la ville comme cathédrale chrétienne. En 1088, Bernard fit le voyage de Rome, où le pape Urbain II le revêtit du pallium et l'établit primat de toutes les Espagnes, une promotion mal acceptée par certaines Églises de la péninsule (notamment l'archevêque de Tarragone, qui éleva une réclamation). 
L'archevêque de Tolède participa au concile de Toulouse convoqué à la Pentecôte de l'an 1090 par des légats d'Urbain II pour rétablir la discipline ecclésiastique. En 1091 se tint à Léon un concile réformateur, présidé par le légat pontifical Rainier, rassemblant les évêques et abbés de Castille, Léon et Galice, en présence du roi Alphonse VI ; on y décida notamment d'abandonner l'écriture traditionnelle « tolédane » au profit de l'écriture utilisée en France.
En novembre 1095, il assista au fameux concile de Clermont, présidé par Urbain II en personne, qui y appela à la croisade. Il accompagna ensuite le pape à Uzerche, où tous deux rencontrèrent le moine Maurice Bourdin (plus tard antipape Grégoire VIII), qui devait le suivre en Espagne. Il était encore auprès d'Urbain II à Toulouse le 24 mai 1096 (pour la consécration de la basilique Saint-Sernin), et à Nîmes, où se tint un concile, au mois de juillet suivant. Il revint ensuite en Espagne en ayant fait le vœu de partir en croisade. À Tolède, il fit ses préparatifs de départ et des règlements pour le gouvernement de son Église pendant son absence, puis il repartit ; mais à peine avait-il quitté la ville depuis trois jours que les clercs de Tolède, s'imaginant qu'il ne reviendrait pas, chassèrent ses hommes de confiance et élurent un autre archevêque. Ses partisans le rattrapèrent, et il retourna dans sa métropole pour châtier les coupables ; il fit venir des moines de Sahagún pour desservir son église pendant son absence. Après quoi il se rendit à Rome, mais le pape, jugeant que sa présence était nécessaire à Tolède, le délia de son vœu et lui ordonna de regagner son diocèse. 
Selon Juan de Ferreras, c'est notamment au retour de ce voyage, passant par la France, que l'archevêque recruta les nombreux religieux qui, dans la période suivante, occupèrent des postes importants dans l'Église d'Espagne ; il y fit venir Gérald de Moissac (qui fut chantre à Tolède, puis archevêque de Braga), Pierre de Bourges (qui devint évêque d'El Burgo de Osma), trois religieux d'Agen qui se nommaient Bernard (chantre à Tolède, puis évêque de Sigüenza, chapelain d'Alphonse VII, et finalement archevêque de Compostelle), Pierre (chantre à Tolède, puis évêque de Ségovie) et également Pierre (évêque de Palencia), Jérôme de Périgord (qui fut évêque de Valence, de Zamora, de Salamanque et d'Avila) et Bernard de Périgord (successeur de Jérôme comme évêque de Zamora), et enfin son propre successeur à Tolède Raymond de La Sauvetat (apparemment son pays). 
Le roi Alphonse VI mourut vers le 1er juillet 1109. Il laissait sa couronne à sa fille Urraque ; celle-ci avait été mariée à Raymond de Bourgogne († 1107), dont elle avait eu un fils, le futur Alphonse VII (né en 1105) ; mais comme il ne jugeait pas une femme capable de défendre le royaume contre les Almoravides, le vieux roi, avant sa mort, avait négocié un second mariage d'Urraque avec Alphonse Ier d'Aragon, prévoyant une souveraineté commune des époux sur les deux royaumes. L'archevêque de Tolède et le clergé français, qui avaient été proches de Raymond de Bourgogne et soutenaient son fils, s'opposèrent vivement à ce mariage. La guerre civile éclata rapidement en Castille ; le roi d'Aragon envahit le pays et enferma son épouse dans une forteresse ; apprenant que l'archevêque Bernard faisait des démarches auprès de la papauté pour obtenir l'annulation du mariage (car les époux étaient cousins), il le déposa de son siège (1111) ; mais finalement il dut renoncer à ses prétentions et le mariage fut annulé par un concile à Palencia en 1114. 
L'archevêque Bernard, qui avait reçu du pape Urbain II, à une date incertaine, la dignité de légat permanent, avait obtenu en 1101 de son successeur Pascal II (l'ancien légat Rainier) la confirmation pour lui et ses successeurs de sa primatie sur toutes les Espagnes. Mais son ancien protégé Maurice Bourdin ayant été élu en 1110 archevêque de Braga, et ayant reçu du pape le pallium, il s'éleva entre les deux archevêques un conflit de prérogatives. Une lettre de Pascal II datée du 20 avril 1114 nous apprend que Bernard avait avant cette date interdit Bourdin de ses fonctions épiscopales. Bourdin se rendit alors à Rome, et il obtint que le pape tranche en sa faveur : la légation de Bernard fut restreinte, et les diocèses de Braga et de Coïmbre officiellement soustraits de sa primatie.
Le 3 mai 1118, c'est l'archevêque Bernard qui commandait au nom de la reine Urraque les opérations de conquête d'Alcalá de Henares sur les musulmans[réf. nécessaire]. Mais il avait de mauvaises relations avec la reine, et son influence était bien diminuée. En 1120, l'évêque de Compostelle, Diego Gelmírez, obtint du nouveau pape Calixte II (qui était le frère de Raymond de Bourgogne, donc l'ancien beau-frère de la reine Urraque) l'élévation de sa cité au rang d'archevêché. Diego Gelmírez était l'ancien responsable de la chancellerie de Raymond de Bourgogne, qui fut comte de Galice de 1091 à sa mort en 1107, et les deux hommes firent beaucoup pour promouvoir la cité du pèlerinage.

## Littérature
On a conservé un texte satirique en latin, de ton rabelaisien, intitulé Tractatus Garsiæ de Albino et Rufino (ou Translation des reliques de saints Or et Argent), qui est un compte rendu très anticlérical du voyage que fit Bernard de Sédirac (appelé « Grimoardus ») à Rome en mai 1099, dans les derniers mois du pontificat d'Urbain II (mort le 29 juillet suivant), « le pape le plus avide de l'Église de Rome ». L'archevêque vient offrir au pape des reliques des « saints Albinus et Rufinus » (en latin « le Blanc » et « le Roux », c'est-à-dire l'argent et l'or), qui sont transportées dans « la salle du trésor de sainte Cupidité », en échange d'un titre de légat en Aquitaine. La cour de Rome est présentée comme un lieu où règnent le luxe, la cupidité insatiable et l'ivrognerie, surtout sous le pape Urbain, le pire de tous ; l'archevêque de Tolède est également l'objet d'une violente satire (ivrogne, goinfre, toujours à ronfler, et surtout menteur, tricheur, simoniaque, volant les pauvres, dépouillant les orphelins, etc.). L'auteur présumé, Garsias, qui apparaît comme personnage dans le texte, serait un chanoine de la cathédrale de Tolède, ayant accompagné l'archevêque. Ce texte exprimerait l'hostilité qui existait alors parmi les Espagnols contre la domination des prélats français vus comme profiteurs et corrompus, aussi bien à Rome qu'en Espagne même. 